# Cyclothone microdon
El ciclothone de dientes pequeños (Cyclothone microdon) es una especie de pez, de la familia de los gonostomátidos o peces luminosos.
Su nombre científico deriva del griego kyklothen, que significa "en círculo, alrededor de" (por su amplia distribución), y microdon que significa de dentadura pequeña.

## Anatomía
Su longitud oscila entre 3 y 3'5 cm, aunque su longitud máxima descrita ha sido de 7'6 cm. No tiene espinas en las aletas dorsal ni anal, con radios blandos alrededor de una docena en la aleta dorsal y docena y media en la aleta anal. Tiene color marrón a negro, con un denso pigmento estrellado sobre la cabeza, cuerpo y aletas.

## Distribución y hábitat
Es un pez marino oceánico batipelágico de aguas profundas, que habita en un rango de profundidad entre los 200 y 530 metros, aunque usualmente entre 500 y 2700 m. Se distribuye ampliamente por el océano Atlántico, mar Mediterráneo, mar Caribe, océano Pacífico y océano Índico, en aguas templadas y tropicales, entre los 67° de latidud norte y los 45° de latitud sur, donde se alimenta principalmente de copépodos.
Es una especie mesopelágica-profunda a batipelágica, cuya profundidad depende de su estado de desarrollo, la latitud y la estación del años. No realiza migraciones verticales diarias.
La época de cría no es estacional y no se le reconocen cohortes de peces nacidos con la misma edad. Su comportamiento reproductor es hermafrodita, en el que primero es macho y con la edad se vuelve hembra, habiéndose observado esta reversión sexual en el Atlántico norte.